# Ringwood (New Jersey)
Ringwood est un borough situé dans le comté de Passaic dans l'État américain du New Jersey. Lors du recensement de 2010, sa population est de 12 228 habitants.

## Géographie

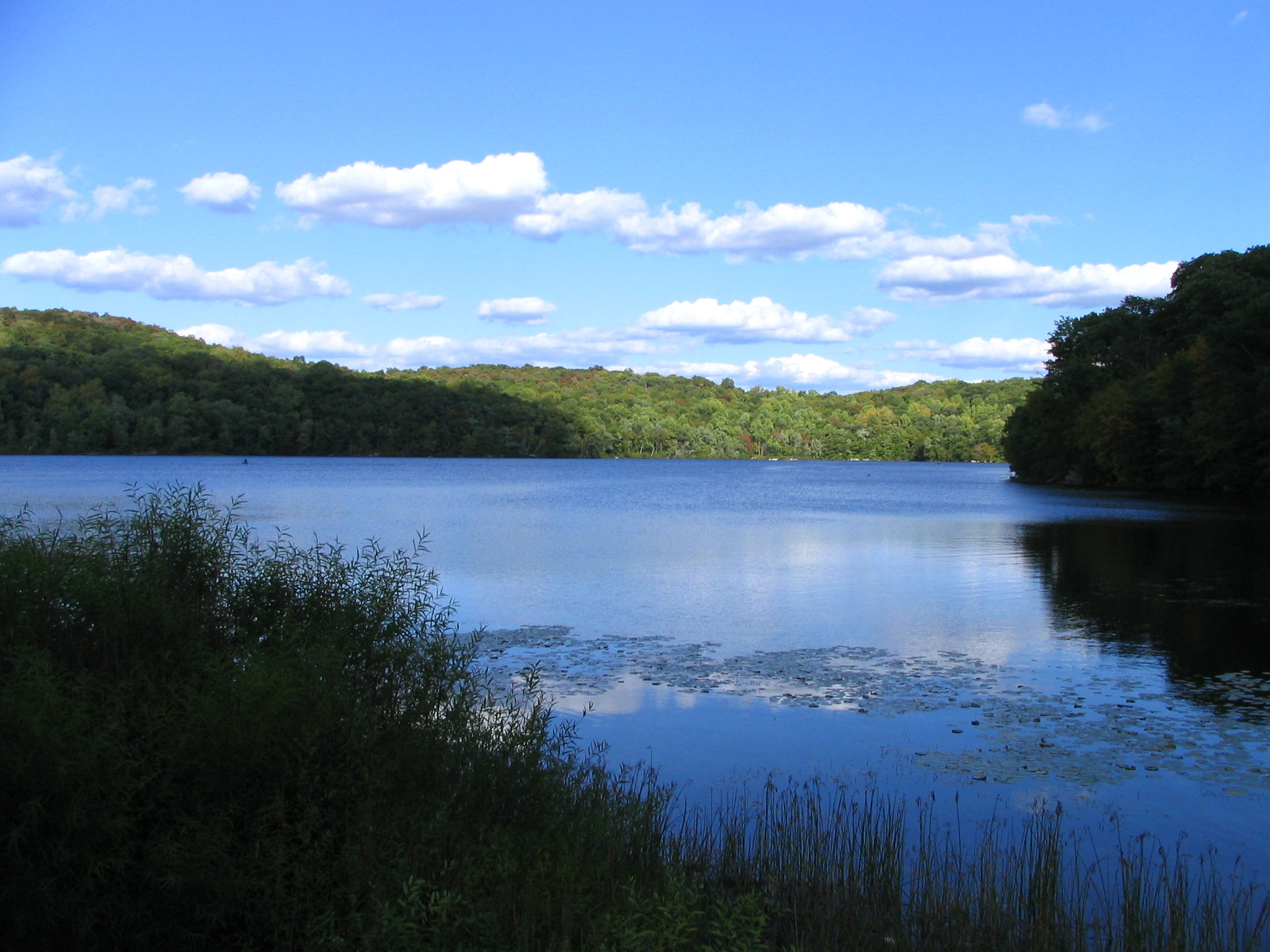
Le lac Sheperd.

Selon le Bureau du recensement des États-Unis, la municipalité de Ringwood s'étend sur 28,17 milles carrés (72,96 km2), dont 2,96 milles carrés (7,67 km2) d'étendues d'eau.
Sur son territoire se trouve le Ringwood State Park (en), qui comprend le lac Sheperd, le Jardin botanique du New Jersey (en) et le Ringwood Manor (en).

## Histoire
Le nom de « Ringwood » provient d'une entreprise exploitant une mine de fer locale.
Le borough est officiellement créé par une décision de la législature du New Jersey du 23 février 1918. Auparavant, il formait avec Bloomingdale et Wanaque le township de Pompton. La décision est approuvée par référendum le 22 mars 1918.

## Démographie
La population de Ringwood est estimée à 12 454 habitants au 1er juillet 2017.
| Groupe                           | Ringwood | New Jersey | États-Unis |
| -------------------------------- | -------- | ---------- | ---------- |
| Blancs                           | 91,7     | 72,4       | 76,9       |
| Asiatiques                       | 3,7      | 9,8        | 5,7        |
| Amérindiens                      | 1,7      | 0,6        | 1,3        |
| Métis                            | 1,3      | 2,2        | 2,6        |
| Afro-Américains                  | 0,9      | 15,0       | 13,3       |
|                                  |          |            |            |
| Hispaniques et Latino-Américains | 5,8      | 20,0       | 17,8       |

Le revenu par habitant était en moyenne de 44 344 dollars par an entre 2012 et 2016, supérieur à la moyenne du New Jersey (37 538 dollars) et à la moyenne nationale (29 829 dollars). Sur cette même période, seuls 2,4 % des habitants de Ringwood vivaient sous le seuil de pauvreté (contre 10,4 % dans l'État et 12,7 % à l'échelle des États-Unis).

## Politique
En 2011, Ringwood compte 8 676 électeurs inscrits dont 2 714 républicains, 1 733 démocrates et 4 225 électeurs sans affiliation.